# Вадалони (Пескара)
Вадалони (итал. Vadalloni) је насеље у Италији у округу Пескара, региону Абруцо.
Према процени из 2011. у насељу је живело 31 становника. Насеље се налази на надморској висини од 233 м.